# 11.22.63
11.22.63 је америчка научнофантастична трилер мини-серија, базирана према истоименој књизи Стивена Кинга и састоји се из осам епизода. Извршни продуценти серије су Џеј-Џеј Ејбрамс, Стивен Кинг, Бриџет Карпентер и Брајан Берк, а продуцент је Џејмс Франко који такође тумачи главну улогу. Премијерно је приказана на Хулуу 15. фебруара 2016. године и добила је углавном позитивне критике.

## Радња
Џејк Епинг (Џејмс Франко), разведени професор енглеског језика, добија прилику да отпутује кроз време у 1960. годину уз помоћ свог старог пријатеља Ала Темплтона (Крис Купер). Ал га убеђује да оде тамо, како би спречио атентат на председника Сједињених Држава Џона Кенедија који се догодио 22. новембра 1963. године. Међутим, Џејк почиње да се везује за живот који проживљава у прошлости, због чега би могао да угрози мисију. Он мора да пронађе начин да потајно прикупи информације о људима и догађајима који су довели до атентата, истовремено стварајући и одржавајући нови живот да би се избегле сумње.

## Улоге
| Глумац              | Улога                              |
| ------------------- | ---------------------------------- |
| Џејмс Франко        | Џејк Епинг / Џејмс „Џејк” Амберсон |
| Крис Купер          | Ал Темплтон                        |
| Сара Гадон          | Сејди Данхил                       |
| Луси Фрај           | Марина Освалд                      |
| Џорџ Мекеј          | Бил Таркот                         |
| Данијел Вебер       | Ли Харви Освалд                    |
| Чери Џоунс          | Маргарета Освалд                   |
| Кевин Џејмс О’Конор | Човек са жутом картом              |
| Т. Р. Најт          | Џони Клејтон                       |
| Џош Думел           | Френк Данинг                       |
| Џоана Даглас        | Дорис Данинг                       |
| Ник Сирси           | Дик Симонс                         |
| Џони Којн           | Џорџ Мореншилд                     |
| Тоња Пинкинс        | Мими Коркоран                      |
| Бруклин Судано      | Кристи Епинг                       |
| Леон Рипи           | Хари Данинг                        |

## Епизоде
| Бр. еп. | Наслов                            | Редитељ         | Сценариста                        | Премијера         |
| --- | --------------------------------- | --------------- | --------------------------------- | ----------------- |
| 1 | Зечија рупа                       | Кевин Макдоналд | Бриџет Карпентер                  | 15. фебруар 2016. |
| Џејк Епинг путује у прошлост да би спречио атентат на председника Џона Kенедија. Прича одводи публику у Тексас шездесетих година док Џејк истражује мистерије које окружују Лија Харвија Освалда.                                                                       |                                   |                 |                                   |                   |
| 2 | Спрат за убиство                  | Фред Тоје       | Квинтон Пиплес                    | 22. фебруар 2016. |
| Џејк покушава да утврди да ли може да промени историју и спасе Харијеву породицу тако што ће спречити његовог оца да их убије. Али кад Џејк покуша, схвати да време ради против њега... дословно.                                                                       |                                   |                 |                                   |                   |
| 3 | Други гласови, друге собе         | Џејмс Стронг    | Брајан Нелсон                     | 29. фебруар 2016. |
| Џејк стекне неочекиваног савезника и врати се у Далас. И даље покушава да сазна да ли је Ли Харви Освалд сам планирао Kенедијево убиство. Међутим, он се заљубљује у малом граду у ком је нашао посао да би прикрио свој идентитет.                                     |                                   |                 |                                   |                   |
| 4 | Очи Тексаса                       | Фред Тоје       | Квинтон Пиплес и Бриџет Вилсон    | 7. март 2016.     |
| Била привлачи Марина, а Џејк и Сејди уживају у својој љубави. Међутим, након што Џејк запрети Сејдином мужу Џонију, ствари постану гадне. У међувремену се завера око Лија продубљује.                                                                                  |                                   |                 |                                   |                   |
| 5 | Истина                            | Џејмс Франко    | Бриџет Карпентер                  | 14. март 2016.    |
| Све се распада јер Џејк покушава да живи два живота: као наставник и путник кроз време. Сејди доспе у животну опасност, па Џејк мора да донесе ужасну одлуку, а Бил је препуштен себи. Ли Харви Освалд је корак ближе састанку са судбином.                             |                                   |                 |                                   |                   |
| 6 | Срећан рођендан, Ли Харви Освалде | Џон Дејвис Колс | Бриџет Карпентер                  | 21. март 2016.    |
| Октобар је, година 1963, а олуја која прети Даласу наставља да јача. Џејк мора да предузме драстичне мере да би утврдио колико је Kенеди заправо угрожен. Усред свега тога, погоди га изненадна смрт и издаја особе која му је веома блиска.                            |                                   |                 |                                   |                   |
| 7 | Млади војник                      | Џејмс Кент      | Бриџет Карпентер и Квинтон Пиплес | 28. март 2016.    |
| Kрај се ближи, а Џејк није дорастао задатку. Сејди покушава да спасе ствар, али нико не познаје мисију као Џејк. Kенеди и убица ће се ускоро срести. Да ли је Џејк довољно изменио прошлост да измени ток догађаја? Одбројава дане, ближи се 22. новембар 1963. године. |                                   |                 |                                   |                   |
| 8 | Дан у питању                      | Џејмс Стронг    | Бриџет Карпентер                  | 4. април 2016.    |
| Прошлост чини све да спречи Џејка да стигне на време да спасе Kенедија. Ако не успе, то ће донети смрт Џејку и онима који су му најближи, а ако успе, настаће свет у ком ће он изгубити све што је познавао. Kоја је цена исправних поступака?                          |                                   |                 |                                   |                   |

## Награде
| Награда        | Категорија                        | Номиновани | Исход    |
| -------------- | --------------------------------- | ---------- | -------- |
| Награда Сатурн | Најбоља телевизијска презентација | 11.22.63   | Освојено |